# Rushsylvania (Ohio)
Pour les articles homonymes, voir Rushsylvania.
Rushsylvania est un village américain situé dans le comté de Logan, dans l'Ohio. Selon le recensement de 2010, sa population est de 516 habitants.